# بيتر أمير اليونان والدنمارك
بيتر أمير اليونان والدنمارك (باليونانية: Πρίγκιπας Πέτρος της Ελλάδας)‏ (3 ديسمبر 1908 - 15 أكتوبر 1980) هو الابن الأكبر والوحيد لجورج أمير اليونان والدنمارك وزوجته الأميرة ماري بونابرت.